# گل در بر و می در کف و معشوق به کام است
غزلی با مطلع «گل در بر و می در کف و معشوق به کام است» غزل شمارهٔ ۴۶ از دیوانِ حافظ در تصحیحِ محمد قزوینی و قاسم غنی است.

## مفهوم و درون‌مایه
مستفعل مستفعل مستفعل فع‌لن

## در اجراها
اکبر گلپایگانی و ناهید در برنامهٔ شمارهٔ ۴۶۲ از مجموعهٔ گل‌های رنگارنگ این غزل را در آوازِ بیات اصفهان اجرا کرده‌اند.

## ترجمه‌ها
می در لغت به معنای شراب است